# Scooter Barry
Richard Francis Barry IV, más conocido como Scooter Barry (Danville, California, 13 de agosto de 1966) es un exjugador de baloncesto estadounidense. Con 1.90 de estatura, su puesto natural en la cancha era el de escolta. Forma parte de una gran familia de baloncestistas, con su abuelo Bruce Hale, su padre Rick (nominado como uno de los 50 mejores jugadores de la historia de la NBA) y sus hermanos Jon, Brent, Drew (los tres con carreras en la NBA).

## Trayectoria
- San Jose Jammers (1989-1990)
- Erie Wave  (1990)
- Las Vegas Silver Streaks  (1990)
- San Jose Jammers  (1990-1991)
- Phantoms Braunschweig  (1991-1992)
- Saski Baskonia (1992)
- Wichita Falls Texans (1992)
- Fort Wayne Fury (1993-1994)
- Yakima Sun Kings (1994-1995)
- SE Melb. Magic (1995)
- Hertener Löwen  (1995-1996)
- Phantoms Braunschweig  (1996-1998)
- Gießen 46ers  (1998-2000)
- Pallacanestro Messina (2000-2001)
- Mulhouse Basket  (2001)
- Cholet Basket (2001-2003)
- Spirou Charleroi (2003-2004)
- Tenerife Club de Baloncesto (2004-2005)
- Baloncesto León (2005-2006)